# Cucut maragda asiàtic
El cucut maragda asiàtic (Chrysococcyx maculatus) és una espècie d'ocell de la família dels cucúlids (Cuculidae) que habita boscos i matolls des del Nepal a la llarga dels turons de l'Himàlaia, cap a l'est, per l'est de l'Índia, sud-est del Tibet i sud de la Xina, fins a Myanmar i nord-oest de Tailàndia.